# Серпос, Доменико
Доменико Серпос (итал. Domenico Serpos; род. в XVIII веке) — итальянский балетмейстер, хореограф, композитор, автор балетов XIX века. Он считается первым армянином, работавшим в балете Италии. Несмотря на то, что какие-либо подробные биографические сведения о нём не опубликованы в Интернете, его имя множество раз упоминается в электронных библиотеках, таких как Google Книги, и базах данных.
Исходя из имеющейся литературы, известно, что в 1804 году Серпос уже был автором балета '«Sedesclavo, ossia Il ritorno di Radamisto»', а значит родился он во второй половине XVIII века.
Доменико Серпос является наследником армянской семьи Сехбосян из Венеции. Он поставил несколько балетных постановок в итальянских театрах.
Большой успех имел его балет «Седеславо, или возвращение Радамисто» (Sedesclavo, ossia Il ritorno di Radamisto), который «вышедший на сцену в 3-м акте удостоился самой высокой похвалы».